# Wilfrid Fox Napier
Wilfrid Fox Napier OFM (ur. 8 marca 1941 w Swartberg) – południowoafrykański duchowny katolicki, arcybiskup Durbanu w latach 1992–2021, kardynał, franciszkanin.

## Życiorys
Urodził się w 1941 w Matatiele, Swartberg w rodzinie Thomasa Dominica i Mary Davey. Do franciszkanów wstąpił w Irlandii, rozpoczynając nowicjat w Killarney 7 września 1960. Pierwsze śluby złożył 8 września 1961. Następnie studiował na Uniwersytecie w Galway i na Uniwersytecie w Louvain (Belgia). Kształcił się w dziedzinie literatury, filozofii i teologii. Śluby wieczyste złożył 4 października 1964. Święcenia kapłańskie przyjął z rąk biskupa Johna Evangelisty McBride'a 25 lipca 1970. Od 1971 pracował w parafiach w Lusikisiki i Tabankulu; poznał w tym czasie kilka regionalnych języków i dialektów afrykańskich. W latach 1978–1980 pełnił funkcję administratora apostolskiego diecezji Kokstad.
29 listopada 1980 został mianowany biskupem Kokstad. Sakry biskupiej udzielił mu 28 lutego 1981 Denis Hurley, arcybiskup Durbanu. Brał udział w sesjach Światowego Synodu Biskupów w Watykanie, od 1989 był członkiem sekretariatu generalnego Synodu. Wielokrotnie występował w obronie praw człowieka w okresie apartheidu w RPA; pełnił funkcję przewodniczącego Konferencji Biskupów Katolickich Afryki Południowej w latach 1987–1994, w czasie wielkich przemian politycznych w RPA.
29 maja 1992 został następcą arcybiskupa Hurleya na czele archidiecezji Durban. W 1994-2008 był także administratorem apostolskim sede vacante et ad nutum Sanctae Sedis diecezji Umzimkulu. W latach 2000–2008 ponownie był przewodniczącym Konferencji Biskupów Katolickich Afryki Południowej, a w lutym 2001 Jan Paweł II mianował go kardynałem, z tytułem prezbitera S. Francesco d'Assisi ad Acilia.
W 1995 odebrał doktorat honoris causa Narodowego Uniwersytetu Irlandii.
Uczestnik konklawe 2005 i konklawe 2013 roku. 8 marca 2021 skończył 80 lat i utracił prawo do udziału w konklawe.
9 czerwca 2021 papież Franciszek przyjął jego rezygnację z obowiązków arcybiskupa Durbanu i mianował jego następcą Mandlę Siegfrieda Jawarę, dotychczasowego wikariusza apostolskiego Ingwavuma.